# Emma-Riesenratte
Die Emma-Riesenratte (Uromys emmae) ist ein Nagetier aus der Gattung der Mosaikschwanz-Riesenratten (Uromys), das auf Owi, einer nur 12 km² großen Insel in der Nähe von Biak im Nordwesten von Neuguinea vorkommt.
Das einzige Exemplar, das jemals gefangen wurde, war ein erwachsenes Weibchen aus dem Juli 1946. Die Art ist nach Emma Flannery, der Tochter des Biologen Tim Flannery benannt (Flannery benannte beispielsweise den Kiriwina-Stachelnasenbeutler (Echymipera davidi) nach seinem Sohn David). Die Emma-Riesenratte ist nahe verwandt mit der Weißschwanz-Riesenratte (Uromys caudimaculatus) von Australien und Neuguinea und mit der Masken-Riesenratte (U. hadrourus) aus Nordost-Australien. Vermutlich lebt sie auch auf Biak selbst und auf Supiori. 1992 hörte Flannery von den örtlichen Bewohnern Geschichten über eine Ratte, die möglicherweise die Emma-Riesenratte gewesen sein könnte. Die Art scheint wie eine kleine gewöhnliche Weißschwanzriesenratte auszusehen, nur mit kleineren und breiteren Füßen. Die kleinen breiten Füße und die kurze Schnauze indizieren, dass sie gut angepasst an ein Leben in Bäumen ist. Die Kopf-Rumpf-Länge beträgt 232 Millimeter, die Schwanzlänge 258 Millimeter, die Hinterfußlänge 50,5 Millimeter und die Ohrenlänge 20,5 Millimeter.

## Weblink
- Uromys emmae in der Roten Liste gefährdeter Arten der IUCN 2024.1. Eingestellt von: Wright, D. & Leary, T., 2016. Abgerufen am 29. Juni 2024.